# François-Charles de Salette
François-Charles de Salette (né vers 1640 à Lescar ou à Pau - mort à Oloron le 22 juillet 1704) est un ecclésiastique qui fut évêque d'Oloron de 1682 à 1704.

## Biographie
François-Charles est le fils de Charles de Salette († 1656), seigneur de Montardon et de Françoise de Poudenx. Il est le neveu de Jean-Henri de Salette et le petit-neveu de Jean de Salette qui se succèdent comme évêques de Lescar. Il nait à Pau ou à Lescar vers 1640 mais il n'est formellement baptisé qu'en avril 1646. On ignore où il effectue ses études, peut-être à Bordeaux. Du fait de ses relations familiales, il est chanoine de Lescar en 1662 et il obtient ses entrées aux États de Béarn en 1666. Il est ordonné prêtre vers 1672.
Il est désigné comme évêque d'Oloron en janvier 1682 et nommé en avril. Il prête serment dans la chapelle du château de Versailles le 2 juin 1682, où il est peut-être consacré, mais ne participe pas à l'Assemblée du clergé de cette même année. Il est pourvu en commende de l'abbaye de Cagnotte dans le diocèse de Dax en décembre 1685 et de l'abbaye Saint-Vincent de Lucq en 1688. En 1696 il publie des statuts synodaux diocésains et il meurt en 1704 à Oloron. Il est inhumé dans le chœur de la cathédrale.